# Cilentung
Cilentung is een bestuurslaag in het regentschap Pandeglang van de provincie Banten, Indonesië. Cilentung telt 2823 inwoners (volkstelling 2010).